# A/D-omvandlare

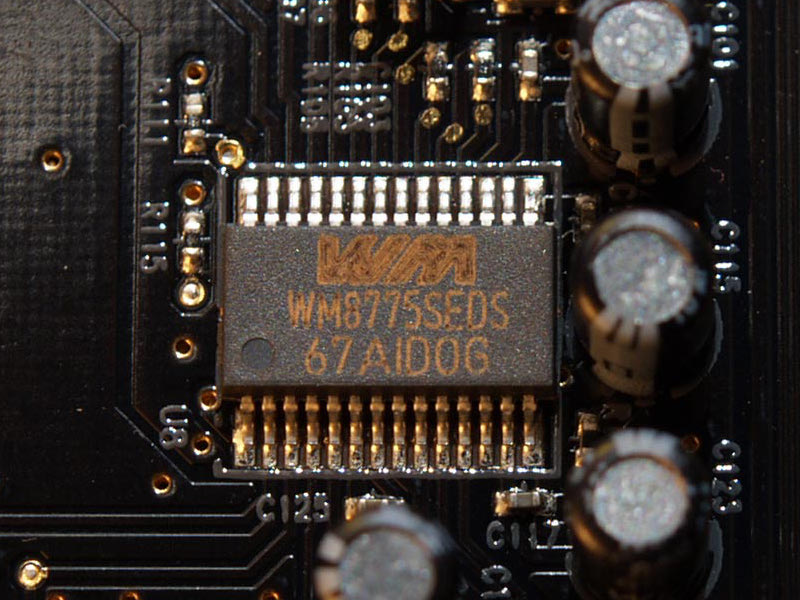
En 4-kanalig stereo-A/D-omvandlare på ljudkort till dator

Sampling av tidskontinuerlig signal till tidsdiskreta värden

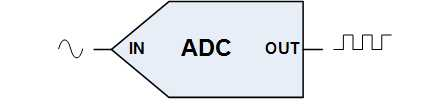
Schemasymbol för A/D-omvandlare

A/D-omvandlare eller analog-till-digital-omvandlare som förkortas ADC, AD eller A/D. Idag är en A/D-omvandlare vanligtvis en integrerad krets som omvandlar en analog signal till en diskret digital motsvarighet.
Signalen kan till exempel vara en sinussignal som varierar kontinuerligt inom intervallet 0...5 volt och tolkas till kvantiserade digitala värden mellan 0...255 om en A/D-omvandlare med 8-bitar används, till exempel. Med jämna intervall som bestäms av samplingsfrekvensen tas ett mätvärde av i det här fallet av sinusvågens momentana läge och sparas, vilket kallas sampling. Värdet hålls kvar i en "sample-and-hold"-krets så att omvandlingen kan ske tillförlitligt. Den analoga ursprungssignalens värde hanteras avrundat eller trunkerat i det digitala systemet, eftersom antalet bitar de facto inte är obegränsat.
Den omvända operationen utförs av en digital-till-analog-omvandlare som förkortas DAC, DA eller D/A och används till exempel i en portabel mediaspelare som spelar MP3-komprimerat ljud, då den digitala informationen i minnet görs om till en "analog" spänning som resulterar i en signal över tiden. Denna är en trappstegsvis approximering av den ursprungliga, eftersom både sampling och avrundning gjorts.

## Olika typer av A/D-omvandlare
En A/D-omvandlare är en elektronisk anordning som omvandlar (kvantifierar) en analog ingångsspänning till ett digitalt värde. Den digitala utgången kan använda sig av olika kodningssystem, till exempel binärt, graykod eller tvåkomplements binär representation. Men vissa icke-elektroniska eller bara delvis elektroniska apparater, exempelvis roterande pulsgivare, kan också betraktas som A/D-omvandlare.
Ett sätt att göra omvandlingen är att använda sig av successiv approximation. Detta innebär i princip att omvandlingen sker med hjälp av en upp/ned-räknare och en operationsförstärkare kopplad som komparator. Denna metod används exempelvis i mikrokontrollers i PIC-familjen. Den är enkel men dock ganska långsam vilket beror på principen som gör att omvandling till en 8-bitars utsignal, fordrar 10 klockcykler för att bli klar med omvandlingen, alltså 1 miljon samplingar/sek vid 10 MHz arbetsfrekvens.

Parallell 2-bits A/D-omvandling

En betydligt snabbare och effektivare A/D-omvandlare är en flash converter som dock innehåller hela 255 komparatorer för en parallell 8-bitars omvandling och är därmed väldigt komplex. Snabba moderna A/D-omvandlare för hög precision kan kombinera flash-tekniken med successiv approximation.

## Samplingshänsyn
Nyquistteoremet säger att samplingsfrekvensen bara behöver vara minst 2 gånger högre än högsta frekvensen hos ingående signaler för att signalen ska kunna återskapas på rätt sätt. För att hindra att ingående signaler med högre frekvens, inklusive störningar, ska orsaka aliasfenomen, används antialiasingfilter (en) före omvandlingen.
I praktiken är dock denna gräns omöjlig då filter aldrig kan göras så att de klipper bort exakt vid en bestämd frekvens, utan de har en gradvis dämpning enligt sin branthet. Dessutom sker en stark fasvridning vid gränsfrekvensen. Problemen blir mest markanta ifall det är nödvändigt att utnyttja maximalt frekvensområde, annars löser man helst problemet med rejäla marginaler mellan insignal och gränsfrekvens, samt gränsfrekvens och Nyquistfrekvensen, för att få återgivning med försumbar distorsion, dvs. ”översampling”.
Normalt sett är dock både filtrets branthet och samplingsfrekvensen avpassade så att detta aldrig skapar något praktiskt problem i persondatorvärlden. Ett annat obetydligt problem är Gibbs fenomen som dock mest drabbar audiofiler.
Vid inspelning av CD-skivor använder man sig av minst 16-bitar när man samplar och återger den analoga signalen. För digital signalbehandling kan större ordlängd användas, som sedan avrundas före lagring till CD. Samplingsfrekvensen är 44 100 Hz, enligt standard.
Det digitala resultatet kan i sin tur signalbehandlas digitalt, exempelvis filtreras, eller komprimeras med exempelvis komprimeringsalgoritmen "MP3" som är en algoritm speciellt optimerad efter människans hörsel för att åstadkomma en god kompression utan att förlora normalt hörbart innehåll. Den ursprungliga datamängden reduceras till ca 10 % storlek, och dekomprimeras vid uppspelning.

## Noggrannhet

Additiv, multiplikativ och olinjär onoggrannhet

Omvandlingsfel sker på olika sätt i A/D-omvandlare, beroende på arbetsprincip. Felen kan vara som en konstant avvikelse, proportionell eller olinjär. Dessutom kan felen variera bitvis. En omvandlares prestanda anges med antalet korrekta bitar, maximal onoggrannhet i procent samt monotonicitet, antal bitas som stämmer i sekvens (alltså att ett större värde också motsvaras av större tal). För ett i praktiken tillförlitligt resultat behöver man ta hänsyn till brus, jordning och digitala störningar, exempelvis tekniska fel på matningsspänning.